# NGC 398
NGC 398 ist eine linsenförmige Galaxie vom Hubble-Typ S0 im Sternbild Fische auf der Ekliptik. Sie ist schätzungsweise 229 Millionen Lichtjahre von der Milchstraße entfernt und hat einen Durchmesser von etwa 55.000 Lichtjahren.

Im selben Himmelsareal befinden sich u. a. die Galaxien NGC 387, NGC 388, NGC 399, NGC 403.
Das Objekt wurde am 28. Oktober 1886 von dem französischen Astronomen Guillaume Bigourdan entdeckt.